# 屠紳

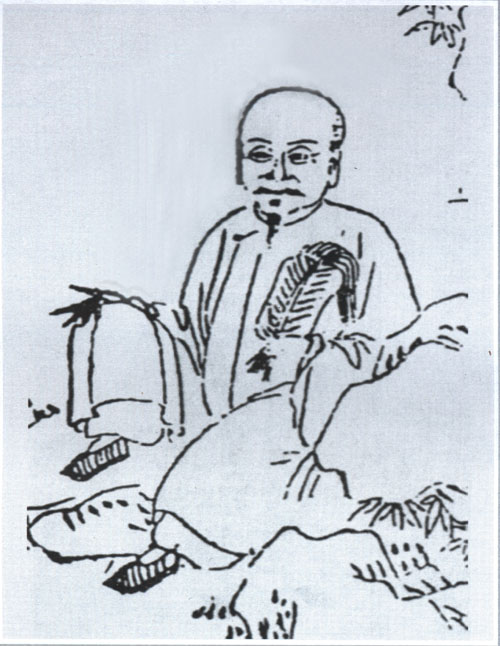
屠紳像，取自清有庭梅朱氏刊本《蟫史》。

屠绅（1744年—1801年），字贤书、笏言，号磊砢山人、黍余裔孙、竹勿山石道人，江苏江阴人。

## 生平
生于乾隆九年（1744年），世代務農，幼丧父，天资聪慧。十三歲入邑庠，乾隆二十八年（1763年）癸未进士，授雲南師宗縣縣令，遷甸州知州。五十三岁时，任广州通判。“为文则务为古涩艳异，晦其义旨”，生平慕湯顯祖之為人，与洪亮吉、黄景仁等为诗友，姬侍眾多。嘉庆六年（1801年）候补入都，遽逝於客舍。

## 著作
著有《笏岩诗稿》、《六合内外琐言》等。又有《蟫史》。